# Гейер, Селеста
Селеста Гейер (англ. Celesta Geyer) (18 июля 1901, Цинциннати, США — 1982) — американская артистка цирка, известная благодаря своему большому весу.

## Ранние годы
Селеста Херманн (англ. Celesta Herrmann) — родилась в немецко-американской семье. У Селесты было шесть братьев и сестёр. Ещё до рождения Селесты, её родители довольно долго бедствовали, и им даже приходилось голодать, поэтому, когда в семье появился достаток, чрезмерное переедание (по воспоминаниям Селесты в семье было принято есть 6-7 раз в день) стало нормой. Мать Селесты всего за 6 лет располнела с 45 до 135 кг. Поэтому совершенно неудивительно развитие чрезмерной полноты уже с раннего детства, еда ей заменяла детские игрушки. Насмешки соседских детей она тоже привыкла заедать. Тем не менее в 16 лет Селеста, устав сносить издевательства одноклассников, ушла из школы. К тому моменту её вес достиг около 135 кг.
Она описывала издевательства и неприятности, которые ей пришлось пережить в тот период, и только семья была для неё единственной опорой и спасением. После школы Селеста работала в магазине по продаже косметики и в маникюрном салоне. Несмотря на чрезмерную полноту, Селеста пользовалась успехом у противоположного пола.
В 1922 году из нескольких претендентов на её руку она выбрала Фрэнка Гейера, весившего всего 62 кг, с которым она прожила в браке более 40 лет. Муж Селесты находил её полноту весьма привлекательной, и всего за 1,5 года брака она располнела до 180 кг, что привело к тому, что всю мебель и сантехнику пришлось в квартире заменить на изготовленную по индивидуальному заказу. В частности, все кресла и кровать были сделаны из толстостенных стальных труб. Дневной рацион составлял 9000-10000 ккал. Как вспоминала Селеста  впоследствии, она начала жевать, как только просыпалась, и ела до тех пор, пока не засыпала.
С началом Великой Депрессии её муж потерял работу на фабрике Форда, и, поскольку новую работу найти ему не удалось, начались проблемы с деньгами. В конце концов супругам пришлось присоединиться к бродячему цирку. Селеста начала карьеру в качестве цирковой толстухи и взяла псевдоним Dolly Dimples. Впрочем, время от времени она звалась Bonnie Sonora и Jolly Dolly Geyer.

## Цирковая карьера
Первоначально по мнению владельца цирка Селеста Гейер была «худовата» для «fat circus lady» и она начала набирать вес. В афишах цирка она называлась «The World’s Most Beautiful Fat Lady». Довольно быстро Долли приобрела благодаря своему природному артистизму немалую популярность, выступая не только в качестве экспоната, но и в роли певицы и пародистки известных актрис того времени. Фрэнк Гейер работал в цирке в качестве рабочего, а затем антрепренёра. В конце 1930-х годов супруги перешли в известный цирк «The Ringling Brothers».
Обычный дневной рацион времён цирковой карьеры был таков: 2,3 кг мяса, несколько килограммов картофеля, четыре буханки хлеба, 7,5—11,5 литров молока, и почти 2,5 кг сахара, в основном потребляемых в виде хлебобулочных изделий и выпечки. В те времена Селеста съедала за день примерно недельный рацион взрослой женщины. Свой жир Селеста рассматривала теперь, как дар свыше, и по возможности стала стремиться располнеть ещё больше.
В 1933 году её вес превысил 227 кг. И концу 1945 года он составлял около 236 кг, и Долли решила к концу 1946 года весить не менее 270 кг, а через несколько лет 295—315 кг. Несмотря на то, что в афишах вес Долли Димплз указывался 295 кг, на самом деле её максимальный вес в 1946 году составил 266 кг, после чего пришлось отказаться от идеи растолстеть, так как ей стало очень тяжело передвигаться.
К концу 1940-х годов на свои гонорары она построила дом во Флориде. Чрезмерный вес к тому времени стал проблемой для здоровья, и Долли могла выступать теперь не более нескольких месяцев в году.

## Похудение
В начале июля 1950 года у Долли случился сердечный приступ. Около недели она находилась в коме. Врач вынес ей такой приговор: У тебя такой выбор, Долли: диета или смерть.
К тому времени её вес составлял около 251 кг при росте всего-навсего 150 см. После некоторого раздумья Селеста села на строгую диету в 800 ккал. Ровно через год на весах она увидела невероятную цифру: около 69 кг. Всего за год вес уменьшился на 182 кг, этот результат был занесен в книгу рекордов Гиннесса. Селеста восстановила своё здоровье и стала ярой сторонницей диеты и здорового образа жизни, начала бегать не менее 6,5—8 км в день. Что привело к тому, что еще через 6 месяцев вес уменьшился до 55,3 кг, а к 1958 году упал и вовсе до невероятных 44 кг, после чего ей пришлось набрать немного веса. При этом окружность её талии составляла всего 54 см, при том что в «лучшие» времена она была более 1,5 м. Но эти успехи омрачились ухудшением финансового положения, так как большие суммы денег ушли на покрытие неустоек её контракта с цирком и неудачным вложением денег. Это привело к тому, что Селесте пришлось возобновить гастроли с цирком, но уже в качестве предсказательницы судьбы.

## Издание автобиографии
К 1964 году Селеста с супругом содержали небольшую художественную галерею и выставочный павильон. Но в 1964 году Селеста овдовела. На фоне стресса от потери супруга, она начала сильно переедать и менее чем за год её вес почти удвоился со 52 до 102,5 кг. Из-за стресса она запустила все свои дела и почти всю её собственность пришлось продать в оплату долгов. В 60 с лишним лет ей пришлось начать жизнь с нуля. Ей даже поступило предложение возобновить карьеру цирковой толстухи, при условии набора веса до 113 кг и обязательства располнеть до 158 кг в течение двух лет. Это предложении оскорбило Селесту и она решила любой ценой доказать себе, что достойна большего. В 1966 году умерла её последняя живая сестра (все её братья и сестры весили не менее 158 кг во взрослой жизни и страдали от последствий ожирения). В память о своей потерянной семье она начала писать автобиографию. В 1968 году она издала её под названием «Diet or Die; The Dolly Dimples Weight Reducing Plan»— «Диета или смерть, план похудения Долли Димплз». Для её успешной продажи Селеста за 1,5 года похудела с 100 до 51 кг ко дню издания.